# 보크
보크(balk)는 야구에서, 부정 투구 동작으로 인한 투수의 반칙 행위를 의미하며,  모든 주자가 한 루씩 안전 진루한다. 이 보크는 투수가 투구 동작을 하는 도중에 부정된 행위를 하거나, 주자가 없는 루에 견제구나 견제 모션을 하였을 때, 또 투구 동작을 하다가 중간에 멈추거나, 투구 폼을 잡은 상태에서 부정 행위를 하거나, 넘어졌을 때 공을 놓치 않았을 때,  투구를 하는데 쉬는 동작 없이 투구를 할때, 견제를 하려는 루 방향으로 정확하게 발을 딛지 않았을 때 심판이 선언한다.
메이저 리그 베이스볼에서는 1898년 처음 생겼다.